# Macedonian Open 1996
Il Macedonian Open 1996 è stato un torneo di tennis facente parte della categoria ATP Challenger Series nell'ambito dell'ATP Challenger Series 1996. Il torneo si è giocato a Skopje in Macedonia dal 23 al 29 settembre 1996 su campi in terra rossa.

## Vincitori

### Singolare
Lars Jonsson ha battuto in finale  József Krocskó con il punteggio di 6–3, 6–1

### Doppio
Nebojša Đorđević /  Aleksandar Kitinov hanno battuto in finale  Georg Blumauer /  Emanuel Couto con il punteggio di 6–1, 6–1